# AHL 1944/45
Die Saison 1944/45 war die neunte reguläre Saison der American Hockey League (AHL). Während der regulären Saison bestritten die sieben Teams der Liga jeweils 60 Spiele. Die vier besten Mannschaften der AHL spielten anschließend in einer Play-off-Runde um den Calder Cup.

## Teamänderungen
Folgende Änderungen wurden vor Beginn der Saison vorgenommen:
- Die St. Louis Flyers aus der aufgelösten American Hockey Association wurden als Expansionsteam in die Liga aufgenommen

## Reguläre Saison

### Abschlusstabellen
Abkürzungen: GP = Spiele, W = Siege, L = Niederlagen, T = Unentschieden, OTL = Niederlage nach Overtime, GF = Erzielte Tore, GA = Gegentore, Pts = Punkte

Erläuterungen: In Klammern befindet sich die Platzierung innerhalb der Conference;       = Playoff-Qualifikation,       = Division-Sieger,       = Conference-Sieger

#### Reguläre Saison
| East Division   | GP | W  | L  | T  | GF  | GA  | Pts |
| --------------- | -- | -- | -- | -- | --- | --- | --- |
| Buffalo Bisons  | 60 | 31 | 8  | 21 | 200 | 182 | 70  |
| Hershey Bears   | 60 | 28 | 24 | 8  | 197 | 186 | 64  |
| Providence Reds | 60 | 23 | 6  | 31 | 241 | 249 | 52  |

| West Division         | GP | W  | L  | T  | GF  | GA  | Pts |
| --------------------- | -- | -- | -- | -- | --- | --- | --- |
| Cleveland Barons      | 60 | 34 | 10 | 16 | 256 | 199 | 78  |
| Indianapolis Capitals | 60 | 25 | 11 | 24 | 169 | 167 | 61  |
| Pittsburgh Hornets    | 60 | 26 | 7  | 27 | 267 | 247 | 59  |
| St. Louis Flyers      | 60 | 14 | 38 | 8  | 157 | 257 | 36  |

### Beste Scorer
Abkürzungen: GP = Spiele, G = Tore, A = Assists, Pts = Punkte, +/- = Plus/Minus, PIM = Strafminuten; Fett: Saisonbestwert
| Spieler          | Team                  | GP | G  | A  | Pts | PIM |
| ---------------- | --------------------- | -- | -- | -- | --- | --- |
| Bob Walton       | Pittsburgh Hornets    | 58 | 37 | 58 | 95  | 17  |
| Bob Gracie       | Pittsburgh Hornets    | 58 | 40 | 55 | 95  | 4   |
| Louis Trudel     | Cleveland Barons      | 60 | 45 | 48 | 93  | 25  |
| Tom Burlington   | Cleveland Barons      | 56 | 30 | 60 | 90  | 7   |
| Earl Bartholomew | Cleveland Barons      | 60 | 38 | 43 | 81  | 26  |
| Les Cunningham   | Cleveland Barons      | 56 | 35 | 45 | 80  | 4   |
| Paul Courteau    | Providence Reds       | 45 | 32 | 70 | 72  | 45  |
| Jack Lavoie      | Providence Reds       | 60 | 28 | 41 | 69  | 6   |
| Billy Gooden     | Hershey Bears         | 59 | 27 | 41 | 68  | 12  |
| Pete Leswick     | Indianapolis Capitals | 53 | 29 | 39 | 68  | 12  |

## Calder-Cup-Playoffs

### Modus
Für die Play-offs qualifizierten sich die vier besten Mannschaften der American Hockey League. Im Halbfinale und Finale spielten diesen den Calder-Cup-Gewinner aus. Sowohl das Halbfinale, als auch das Finale wurden im Modus Best-of-Seven ausgetragen.

### Play-off-Übersicht
|  | Halbfinale | Halbfinale            | Halbfinale |  |  | Finale | Finale           | Finale |
|  |            |                       |            |  |  |        |                  |        |
|  |            |                       |            |  |  |        |                  |        |
|  | E1         | Buffalo Bisons        | 2          |  |  |        |                  |        |
|  | W1         | Cleveland Barons      | 4          |  |  |        |                  |        |
|  |            |                       |            |  |  | W1     | Cleveland Barons | 4      |
|  |            |                       |            |  |  | E2     | Hershey Bears    | 2      |
|  | E2         | Hershey Bears         | 4          |  |  |        |                  |        |
|  | W2         | Indianapolis Capitals | 1          |  |  |        |                  |        |
|  |            |                       |            |  |  |        |                  |        |

## Vergebene Trophäen

### Mannschaftstrophäen
| Auszeichnung                                                            | Team             |
| ----------------------------------------------------------------------- | ---------------- |
| Calder Cup Gewinner der AHL-Playoffs                                    | Cleveland Barons |
| F. G. „Teddy“ Oke Trophy Bestes Team der West Division, reguläre Saison | Cleveland Barons |